# Déviation mortelle
Pour les articles homonymes, voir Road Games.
Pour plus de détails, voir Fiche technique et Distribution.
Déviation mortelle (Roadgames) est un film australien réalisé par Richard Franklin et sorti en 1981.

## Synopsis
En Australie, Pat Quid est un conducteur de  semi remorque. Lors de ses trajets il prend souvent des auto stoppeurs. Un de ses passe temps préférés est de jouer à des jeux pendant le trajet (comme imaginer la vie quotidienne des gens qu'il croise). Pamela est une auto stoppeuse qu'il fait monter dans son camion. Lorsqu'elle disparaît, il soupçonne le conducteur d'un camion dont le comportement suspect lui fait penser au tueur en série dont tout le monde parle à la radio. En prenant en chasse le suspect, il attire l'attention de la police qui pense alors qu'il est le suspect.

## Fiche technique
Sauf indication contraire, les informations mentionnées dans cette section peuvent être confirmées par la base de données cinématographiques IMDb,  présente dans la section « Liens externes ».
- Titre français : Déviation mortelle[1]
- Titre original : Roadgames
- Réalisation : Richard Franklin
- Scénario : Everett De Roche et Richard Franklin
- Musique : Brian May
- Photographie : Vincent Monton
- Montage : Edward McQueen-Mason
- Direction artistique : Jon Dowding
- Costumes : Aphrodite Kondos
- Décors : Jill Eden
- Production : Richard Franklin, Bernard Schwartz, Barbi Taylor
- Sociétés de production : Essaness Pictures et Quest Productions ; avec le soutien de The Australian Film Commission, Film Victoria, West Australian Film Council et Greater Union Organisation
- Distribution : Greater Union Organisation (Australie), AVCO Embassy Pictures (Etats-Unis), New World-Mutual (Canada)
- Pays de production :  Australie
- Langue originale : anglais
- Genre : thriller, road movie
- Durée : 101 minutes
- Dates de sortie : 
  - Australie : 26 juin 1981
  - France : 28 avril 1982[1]

## Distribution
- Stacy Keach (VF : Philippe Ogouz) : Patrick Quid
- Jamie Lee Curtis (VF : Martine Messager) : Pamela “Miss Stop” Rushworth
- Marion Edward (VF : Jacqueline Cohen) : Madeleine “Orchi” Day
- Grant Page : Smith ou Jones
- Thaddeus Smith (VF : Joël Martineau) : le policier de la route n°1
- Steve Millichamp : le policier de la route n°2
- Alan Hopgood (VF : Georges Atlas) : Lester
- Ed Turley (VF : Georges Atlas) : le propriétaire du relais routier

## Distinctions
- Saturn Award
  - Nomination au Saturn Award du meilleur film international 1982
  - Nomination au Saturn Award de la meilleure édition spéciale DVD d'un classique 2004
- Australian Film Institute Awards 1981
  - Nomination au AFI Award de la meilleure actrice dans un second rôle (Marion Edward)
  - Nomination au AFI Award de la meilleure photographie
  - Nomination au AFI Award du meilleur montage
  - Nomination au AFI Award de la meilleure musique

## Exploitation
Le film est distribué en France par CAA le 28 avril 1982 en sortie limitée en province.
Il est sorti en DVD Blu Ray le 30 janvier 2019 chez Studiocanal mais uniquement en version originale, alors que le film existe en version française sur VHS.